# Alexander Otsuka
Takashi Otsuka (大塚 崇 Otsuka Takashi?) (Tokushima, 17 de julio de 1971), más conocido por su nombre artístico Alexander Otsuka, es un artista marcial mixto y luchador profesional japonés.
Otsuka es conocido tanto por su carrera en la lucha libre en la promoción BattlARTS como por su trayectoria paralela en las MMA en PRIDE Fighting Championships. A pesar de su récord escaso en victorias, Otsuka ha luchado contra los mayores nombres, como Anderson Silva, Wanderlei Silva, Igor Vovchanchyn y Ken Shamrock, y es bien recordado por su gran resistencia y voluntad en el ring.

## Carrera como luchador profesional
Takashi entrenó en lucha amateur y puroresu durante sus años en la universidad de Tokushima, en la que compitió al lado de Kensuke Shinzaki. Más tarde, Otsuka contactó con Yoshiaki Fujiwara, quien le ofreció un hueco en su empresa.

### Pro Wrestling Fujiwara Gumi (1994-1995)
Otsuka debutó en febrero de 1994 en Pro Wrestling Fujiwara Gumi, la promoción de shoot wrestling de Fujiwara. Allí comenzó a utilizar el nombre de Alexander Otsuka (アレクサンダー大塚 Arekusanda Otsuka?), en homenaje a Alexander Karelin. Su estancia en PWFG no duró mucho, ya que él y casi todos sus miembros abandonaron la promoción por desacuerdos con Fujiwara, aunque permaneciendo en relativamente buenos términos.

### BattlARTS (1996-1999)
Al salir de PWFG, Otsuka y el resto, encabezados por Yuki Ishikawa, fundaron BattlARTS, una promoción con la misma premisa que la anterior. Aunque inicialmente fue usado como jobber, pronto amasó victorias y se convirtió en una de sus mayores estrellas, dando una gran exhibición en el torneo Young Generation Battle 1998 y empezando a aparecer como representante de BattlARTS en los eventos de Tatsumi Fujinami. El mismo año, Otsuka hizo equipo con su amigo de tiempo atrás, Mohammed Yone, para ganar la Tag Battle 1998.
En noviembre de 1999, Otsuka abandonó la empresa.

### Michinoku Pro Wrestling (2006)
En 2006, Otsuka empezó a aparecer en Michinoku Pro Wrestling bajo el gimmick de Otoko Sakari (男盛 Otoko Sakari?, lit Hombre en Celo), un luchador bisexual que vestía un fundoshi. Sakari se dedicaba únicamente a combates de comedia, y solía perder cuando sus oponentes comprometían su atuendo, causando que el personal del ring tirase la toalla por él para evitar una situación de desnudez (morodashi).

## Carrera como artista marcial mixto
Debido a su entrenamiento en lucha y shoot wrestling, Otsuka se interesó por competir en artes marciales mixtas, y tuvo su primer combate en 1995, apareciendo en la Lumax Cup como representante de PWFG para enfrentarse a Egan Inoue. Después de algunas apariciones en Fighting Network RINGS, Otsuka comenzó a luchar en las MMA de forma regular.
Otsuka se hizo famoso por su capacidad de encajar enormes cantidades de castigo y aprovechar cualquier oportunidad para atacar con fiereza. Su estilo de lucha incluía movimientos sorprendentes como dropkicks, ataques corriendo desde las cuerdas y acrobacias contra la guardia de sus oponentes, y una renombrada habilidad defensiva. Incluso en la peor de las situaciones para él, Otsuka era un rival muy difícil de finalizar.

### PRIDE Fighting Championships (1998-2004)
Gracias a su fama en BattlARTS, Otsuka fue bienvenido en PRIDE Fighting Championships, la que sería la mayor empresa de MMA del mundo. Otsuka tuvo su comienzo en PRIDE derrotando al veterano del vale tudo Marco Ruas por parada del equipo. Después de forcejear con Ruas en el suelo, Otsuka cayó en su presa y fue amenazado por un rear naked choke, pero pudo evitarlo hasta que la ronda terminó. En la siguiente, Alexander redobló sus esfuerzos y derribó a Ruas, utilizando puñetazos ligeros y haciendo sangrar al brasileño. Al final, los ayudantes de Ruas tiraron la toalla para dar fin a la lucha. Se reveló después que Marco había luchado gravemente debilitado por el efecto de medicamentos para su estado físico, pero aun así, la victoria de Otsuka fue aclamada por la prensa japonesa.
Después de una entretenida lucha contra su colega Nobuhiko Takada, Otsuka fue a enfrentarse con Renzo Gracie, un integrante de la familia Gracie de practicantes de jiu-jitsu brasileño. Este combate formaba parte rivalidad que imperaba por entonces entre los usuarios de este estilo y el shoot wrestling de Otsuka, Takada y sus compatriotas. A pesar de la superioridad del agresivo Renzo, Otsuka resistió todos sus ataques y contraatacó con golpes en el piso, y casi logró un armlock al final de la lucha, perdiendo solo por decisión después de que el tiempo se acabara.
Durante el PRIDE Grand Prix 2000, Otsuka luchó contra Igor Vovchanchyn en una larga y dura contienda, en la que de nuevo fue la decisión del árbitro la que brindó la victoria a Igor. Una vez más, la actuación de Alexander fue remarcable no solo por haber evitado que Vovchancyn le noqueara, sino porque llegó a la arena habiendo ya luchado en un evento de lucha libre ese mismo día. Seguidamente Otsuka luchó contra Ken Shamrock en un igualmente duro enfrentamiento, en el que finalmente Shamrock hizo valer la diferencia de nivel y ganó tras noquear a Otsuka tras una larga sucesión de golpes.
Su segunda victoria fue contra el estadounidense Mike Bourke. Después de que Otsuka fallara una dropkick, la lucha se trasladó al suelo, donde Alexander tuvo que poner sus habilidades de suelo a trabajar. Impertérrito, Otsuka ignoró los puñetazos alternos de Bourke y, en una exhibición de ingenio, apresó los dos brazos de su oponente a la vez en un doble armbar, movimiento que le concedió la victoria. Esta inusual técnica provenía del repertorio de Carl Greco, un compañero de Otsuka en BattlARTS, y se consideraba demasiado complicada como para ser usada fuera de la lucha libre.
En PRIDE 12, Otsuka se enfrentó con el aprendiz de Shamrock, Guy Mezger, quien le noqueó en menos de dos minutos. Por ello, Alexander buscó la revancha contra él, y al no poder celebrarse en PRIDE, tuvo lugar en la promoción estadounidense Kings of the Ring. Allí, Otsuka se enfrentó a Mezger durante dos rondas, pero volvió a perder cuando el médico detuvo la lucha a favor de Guy.
A su retorno a Japón, Otsuka tuvo encuentros con dos peleadores de talla mundial como Quinton Jackson y Wanderlei Silva, oponentes con un enorme potencial ofensivo. En el segundo de ellos, Otsuka dio a Wanderlei su combate más largo en PRIDE hasta el momento. Alexander hizo uso de sus habilidades para evadir el agresivo muay thai de su oponente, y llegó a asegurar algunos rodillazos a la cabeza de Silva que se interrumpieron justamente por el fin de la segunda ronda. Al final de la tercera, sin embargo, Wanderlei derribó a Otsuka con un rodillazo a la cara y se coronó vencedor por parada del médico, con el luchador japonés dejando el cuadrilátero con la nariz fracturada.
Poco después, en PRIDE 20, Otsuka fue estipulado a enfrentarse con el experto en judo Sanae Kikuta. Alexander fue esa vez acompañado por los luchadores mexicanos Ultraman y Solar, el último de los cuales había debutado en las MMA semanas antes, siendo descalificado por golpear en la entrepierna a Minoru Suzuki. Irónicamente, la lucha de Otsuka tuvo el mismo sentimiento de poca deportividad, con Alexander burlándose de Kikuta antes, durante y después de la contienda, y lanzándole varios golpes bajos que el árbitro tuvo que amonestar. Aun así, Sanae tuvo la mayor parte de la ofensiva de la lucha, pateando la cabeza de Otsuka y produciéndole un protuberante hematoma en el parietal. Como de costumbre, Otsuka aguantó una cantidad considerable de daño y frustró con asombrosa habilidad los intentos de sumisión de Sanae, incluyendo un armbar completamente asegurado del que parecía imposible escapar. Al final, los jueces concedieron la victoria a Kikuta.
En septiembre de 2002, en el evento PRIDE 22, Otsuka luchó con Anderson Silva, futuro as de Ultimate Fighting Championship. A pesar de que Anderson provenía de la escuela de Wanderlei Silva y poseía como él un potente muay thai, Otsuka aprovechó su superior conocimiento de las técnicas de suelo y mantuvo el combate en todo momento en la lona. La contienda fue extremadamente igualada, y el resultado se decantó apenas a favor de Silva.

## En lucha
- Movimientos finales
  - ASD - Alexander Screw Driver[1] (Vertical suplex kneeling belly to belly piledriver)
  - Alek Lock[1] (Cross-legged toehold sharpshooter)
  - Bridging full Nelson suplex[1][2]

- Movimientos de firma
  - Bamiyan Stamp[3] (Seated pin con burlas)
  - Bridging double chickenwing suplex
  - Cloverleaf
  - Cross armbar
  - Cross kneelock
  - Dropkick
  - European uppercut
  - Giant swing[1][2]
  - Headbutt
  - Hurricanrana[2]
  - Kneeling belly to belly piledriver
  - Over the top rope suicide dive
  - Release German suplex[1][2]
  - Sleeper hold
  - Triangle choke

- Apodos
  - "Diet Butcher"
  - "Alek"

## Campeonatos y logros
- BattlARTS
  - Young Generation Battle (2000)
  - Tag Battle (1998) - con Mohammed Yone
  - King and Queens Tournament (1999) - con Azumi Hyuga & Hikari Fukuoka
  - King and Queens Tournament (2000) - con Mariko Yoshida & Yumi Fukawa

- Michinoku Pro Wrestling
  - Akita Across Noshiro Cup (2006)

- Osaka Pro Wrestling
  - OPW Owarai Championship (1 vez)

- Real Japan Pro Wrestling
  - RJPW Legend Championship (1 vez)

- Tokyo Sports Grand Prix
  - Premio tópico (1998)

## Registro en artes marciales mixtas
| Resultado | Récord | Oponente           | Método                           | Evento                              | Fecha                   | Ronda | Tiempo | Localización                            |
| --------- | ------ | ------------------ | -------------------------------- | ----------------------------------- | ----------------------- | ----- | ------ | --------------------------------------- |
| Victoria  | 7-13   | Bob Sapp           | Descalificación (Slams ilegales) | Accel 18: Christmas Holy Night      | 25 de diciembre de 2011 | 2     | 1:43   | Kobe, Japón                             |
| Victoria  | 6-13   | Masada Masada      | Sumisión (triangle choke)        | VFX - Vale Tudo Fighters México     | 27 de mayo de 2006      | 1     | 4:00   | Tláhuac, México                         |
| Derrota   | 5-13   | Murilo Rua         | Sumisión (arm triangle choke)    | PRIDE 27                            | 1 de febrero de 2004    | 1     | 1:25   | Osaka, Japón                            |
| Victoria  | 5-12   | Kenichi Yamamoto   | Decisión (unánime)               | PRIDE 25                            | 16 de marzo de 2003     | 3     | 5:00   | Yokohama, Kanagawa, Japón               |
| Derrota   | 4-12   | Yoshihisa Yamamoto | TKO (lesión de pierna)           | PRIDE 24                            | 23 de diciembre de 2003 | 2     | 5:00   | Fukuoka, Japón                          |
| Derrota   | 4-11   | Anderson Silva     | Decisión (unánime)               | PRIDE 22                            | 9 de septiembre de 2002 | 3     | 5:00   | Nagoya, Japón                           |
| Derrota   | 4-10   | Sanae Kikuta       | Decisión (unánime)               | PRIDE 20                            | 28 de abril de 2002     | 3     | 5:00   | Yokohama, Kanagawa, Japón               |
| Derrota   | 4-9    | Wanderlei Silva    | TKO (parada médica)              | PRIDE 18                            | 23 de diciembre de 2002 | 3     | 2:22   | Fukuoka, Japón                          |
| Derrota   | 4-8    | Quinton Jackson    | TKO (parada médica)              | BattlARTS - BattlARTS vs the World  | 14 de octubre de 2001   | 2     | 5:00   | Tokio, Japón                            |
| Derrota   | 4-7    | Guy Mezger         | TKO (parada médica)              | KOTC 7 - Wet and Wild               | 24 de febrero de 2001   | 2     | 1:57   | San Jacinto, California, Estados Unidos |
| Derrota   | 4-6    | Guy Mezger         | TKO (puñetazos)                  | PRIDE 12                            | 9 de diciembre de 2000  | 1     | 1:52   | Saitama, Japón                          |
| Victoria  | 4-5    | Mike Bourke        | Sumisión (doble armbar)          | PRIDE 11                            | 31 de octubre de 2000   | 1     | 2:37   | Osaka, Japón                            |
| Derrota   | 3-5    | Ken Shamrock       | KO (puñetazos)                   | PRIDE Grand Prix 2000 Finals        | 1 de mayo de 2000       | 1     | 9:43   | Tokio, Japón                            |
| Derrota   | 3-4    | Igor Vovchanchyn   | Decisión (unánime)               | PRIDE Grand Prix 2000 Opening Round | 30 de enero de 2000     | 1     | 15:00  | Tokio, Japón                            |
| Derrota   | 3-3    | Renzo Gracie       | Decisión (unánime)               | PRIDE 8                             | 21 de noviembre de 1999 | 2     | 10:00  | Tokio, Japón                            |
| Victoria  | 3-2    | Marco Ruas         | TKO (parada del esquinero)       | PRIDE 4                             | 11 de octubre de 1998   | 2     | 10:00  | Tokio, Japón                            |
| Victoria  | 2-2    | Wataru Sakata      | Decisión (pérdida de puntos)     | RINGS Battle Genesis Vol. 3         | 3 de marzo de 1998      | 1     | 30:00  | Tokio, Japón                            |
| Victoria  | 1-2    | Chris Haseman      | KO (puñetazos)                   | RINGS Battle Genesis Vol. 2         | 14 de octubre de 1998   | 1     | 18:10  | Tokio, Japón                            |
| Derrota   | 0-2    | Chris Haseman      | TKO (parada del médico)          | RINGS Extension Fighting 2          | 22 de abril de 1997     | 1     | 7:03   | Tokio, Japón                            |
| Derrota   | 0-1    | Egan Inoue         | Sumisión (cross armbar)          | Lumax Cup - Tournament of J '95     | 13 de octubre de 1995   | 1     | 0:55   | Tokio, Japón                            |

### Luchas de exhibición
| Resultado | Récord | Oponente      | Método | Evento        | Fecha                 | Ronda | Tiempo | Localización | Notas |
| --------- | ------ | ------------- | ------ | ------------- | --------------------- | ----- | ------ | ------------ | ----- |
| Empate    | 0-0-1  | Naoyuki Taira | Empate | K-1 Japan '98 | 28 de octubre de 1998 | 1     | 3:00   | Tokio, Japón |       |

## Filmografía
| Título                           | Papel             | Año  |
| Ultraman Max                     | Alien Tarla       | 2005 |
| Like a Dragon                    | Yakuza            | 2007 |
| Dekotora no Washi                | Yakuza            | 2008 |
| Kuishinbo Dai Gui Tekitai Hen? 3 | Segundo asistente | 2009 |